# Родичі (фільм)
«Ро́дичі» («Another Happy Day») — американська кінодрама 2011 року, знята режисером Семом Левінсоном.

## Сюжет
За сюжетом картини, розкидані світом родичі нареченого і нареченої збираються на весілля. І намагаються здатися одне одному кращими, ніж вони є насправді. Але зрештою весілля перетворюється на розбирання стосунків колишнього подружжя, коханців, тітоньок-пліткарок і безрозсудних дітей-підлітків.

## У ролях
- Еллен Баркін — Лінн Геллман
- Кейт Босворт — Еліс Геллман
- Еллен Берстін — Доріс Бейкер
- Томас Гейден Черч — Пол
- Джордж Кеннеді — Джо Бейкер
- Езра Міллер — Елліот Геллман
- Демі Мур — Петті
- Шівон Феллон Хоган — Бонні
- Майкл Нарделлі — Ділан
- Деніел Єльскі — Бен Геллман
- Імон О'Рурк — Брендон
- Лола Кірк — Чарлі
- Джеффрі Деманн — Лі
- Даяна Скарвід — Донна

## Знімальна група
- Режисер — Сем Левінсон
- Сценарій — Сем Левінсон
- Продюсери — Еллен Баркін, Селін Реттрей, Тодд Трейна, Джонні Лін, Майкл Нарделлі, Саллі Ньюман, Памела Фідлер
- Оператор-постановник — Іван Страсбург
- Монтаж — Рей Габлі
- Композитор — Олафур Арнальдс